# Yung Joc

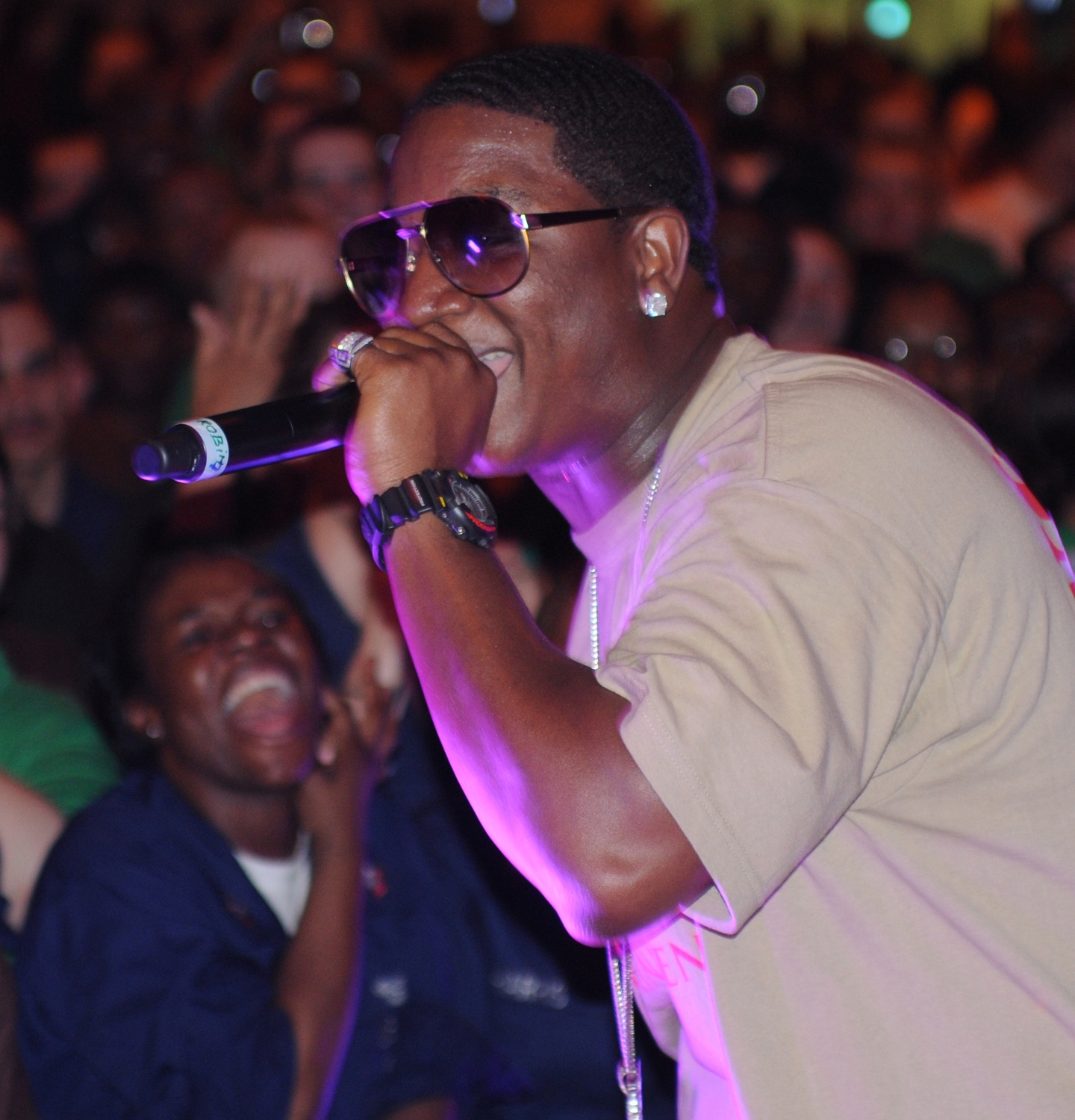
Yung Joc, 2009

Yung Joc (* 2. April 1983 in Atlanta, Georgia; eigentlicher Name Jasiel A. Robinson) ist ein US-amerikanischer Rapper.
Er war im Jahr 2006 für den Grammy nominiert. Yung Joc steht bei P. Diddys Label Bad Boy South Entertainment unter Vertrag.

## Biografie
Robinson, Sohn des Besitzers einer Haarpflegeprodukt-Firma, wurde am 2. April 1983 in Atlanta geboren. Mit ungefähr zehn Jahren begann Robinson zu rappen, als er von seinem Stiefvater eine alte Boombox mit Mikrophon geschenkt bekommen hatte und nahm seine ersten Rapversuche zu Instrumentalmusik von anderen Liedern auf. 2006 wurde er von Russell "Block" Spencer entdeckt und in dem Label "Block Entertainment" aufgenommen. Seine erste Single It’s Goin’ Down war ein Riesenerfolg und blieb mehrere Wochen in den Top 10 der amerikanischen Charts. Auch die zweite Single I Know You See It war erfolgreich und das Album New Joc City erreichte Gold. Seine dritte Single 1st Time konnte aber nicht den Anschluss finden. Nachdem Robinson mit unterschiedlichsten Künstlern zusammengearbeitet hatte, unter anderem T-Pain, Danity Kane, Lil Boosie, 3LW u. v. m., brachte er sein Album Hustlenomic$ am 28. August 2007 raus, auf dem er auch mit zahlreichen Künstlern wie etwa The Game, Snoop Dogg, Gorilla Zoe, Trick Daddy, Diddy, Young Dro, Bun B, Jazze Pha, Rick Ross zusammenarbeitete. Sein Album startete auf Platz 3 der Billboard-Albumcharts, doch sank schnell ab. Seine erste Single Coffee Shop, zusammen mit Gorilla Zoe, war ein mittelmäßiger Erfolg, wie auch seine zweite Single Bottle Poppin, wieder mit Gorilla Zoe. Er brachte auch Videos für Gettin to da Money und I’m a G heraus.

## Diskografie

### Studioalben
| Jahr | Titel        | Höchstplatzierung, Gesamtwochen, AuszeichnungChartsChartplatzierungen (Jahr, Titel, Platzierungen, Wochen, Auszeichnungen, Anmerkungen) | Anmerkungen                           |
| Jahr | Titel        | US | Anmerkungen                           |
| ---- | ------------ | --- | ------------------------------------- |
| 2006 | New Joc City | US3 Gold · (27 Wo.)US | Erstveröffentlichung: 6. Juni 2006    |
| 2007 | Hustlenomics | US3 (9 Wo.)US | Erstveröffentlichung: 28. August 2007 |

### Mixtapes
- 2006: Joc of Spades
- 2008: Joc Is Back
- 2009: The Grind Flu

### Singles als Leadmusiker
| Jahr | Titel Album                    | Höchstplatzierung, Gesamtwochen, AuszeichnungChartsChartplatzierungen (Jahr, Titel, Album, Platzierungen, Wochen, Auszeichnungen, Anmerkungen) | Anmerkungen                                                            |
| Jahr | Titel Album                    | US | Anmerkungen                                                            |
| ---- | ------------------------------ | --- | ---------------------------------------------------------------------- |
| 2006 | It’s Goin’ Down New Joc City   | US3 ×3Dreifachplatin (Mastertone) · (28 Wo.)US                                                                                                 | Erstveröffentlichung: 15. April 2006 feat. Nitti                       |
| 2006 | I Know You See It New Joc City | US17 Platin (Mastertone) · (20 Wo.)US | Erstveröffentlichung: 15. Juli 2006 feat. Ms. B                        |
| 2006 | 1st Time New Joc City          | US82 Gold (Mastertone) · (6 Wo.)US | Erstveröffentlichung: November 2006 feat. Marques Houston & Trey Songz |
| 2007 | Coffee Shop Hustlenomics       | US78 (1 Wo.)US | Erstveröffentlichung: 8. Mai 2007 feat. Gorilla Zoe                    |

Weitere Singles
- 2005: Snap Yo Fingers Cuz It’s Goin’ Down (feat. Lil Jon)
- 2007: Bottle Poppin (feat. Gorilla Zoe)
- 2008: Bookoo
- 2011: Bounce Back (feat. Juicy J & Project Pat)

### Singles als Gastmusiker
| Jahr | Titel Album                              | Höchstplatzierung, Gesamtwochen, AuszeichnungChartplatzierungen (Jahr, Titel, Album, Platzierungen, Wochen, Auszeichnungen, Anmerkungen) | Höchstplatzierung, Gesamtwochen, AuszeichnungChartplatzierungen (Jahr, Titel, Album, Platzierungen, Wochen, Auszeichnungen, Anmerkungen) | Höchstplatzierung, Gesamtwochen, AuszeichnungChartplatzierungen (Jahr, Titel, Album, Platzierungen, Wochen, Auszeichnungen, Anmerkungen) | Höchstplatzierung, Gesamtwochen, AuszeichnungChartplatzierungen (Jahr, Titel, Album, Platzierungen, Wochen, Auszeichnungen, Anmerkungen) | Anmerkungen                                                        |
| Jahr | Titel Album                              | DE | AT | UK | US | Anmerkungen                                                        |
| ---- | ---------------------------------------- | --- | --- | --- | --- | ------------------------------------------------------------------ |
| 2006 | Zoom Bad Azz                             | — | — | — | US61 (12 Wo.)US | Erstveröffentlichung: 29. September 2006 Lil Boosie feat. Yung Joc |
| 2006 | Show Stopper Danity Kane                 | DE27 (9 Wo.)DE | AT60 (4 Wo.)AT | — | US8 Gold (Mastertone) · (20 Wo.)US | Erstveröffentlichung: 22. August 2006 Danity Kane feat. Yung Joc   |
| 2007 | Buy U a Drank (Shawty Snappin’) Epiphany | — | — | UK— PlatinUK | US1 ×7×3Siebenfachplatin + Dreifachplatin (Mastertone) · (35 Wo.)US                                                                      | Erstveröffentlichung: 20. Februar 2007 T-Pain feat. Yung Joc       |
| 2007 | Killa The Truth                          | — | — | UK52 (3 Wo.)UK | US39 (15 Wo.)US | Erstveröffentlichung: 27. November 2007 Cherish feat. Yung Joc     |
| 2008 | Lookin Boy –                             | — | — | — | US47 (11 Wo.)US | Erstveröffentlichung: 13. Mai 2008 Hot Stylz feat. Yung Joc        |
| 2008 | So Fly Love’s Crazy                      | — | — | — | US49 (15 Wo.)US | Erstveröffentlichung: 10. Juni 2008 Slim feat. Yung Joc            |
| 2008 | Beep The Rebirth                         | — | — | — | US55 (12 Wo.)US | Erstveröffentlichung: 30. September 2008 Bobby V feat. Yung Joc    |
| 2009 | Imma Put It on Her Forever in a Day      | — | — | — | US79 (3 Wo.)US | Erstveröffentlichung: 31. Mai 2009 Day26 feat. P. Diddy & Yung Joc |

Weitere Gastbeiträge
- 2006: I Love You (Cheri Dennis feat. Jim Jones & Yung Joc)
- 2006: Bout It (Yung Joc feat. 3LW)
- 2006: In the Hood (Trae feat. Yung Joc & Big Pokey)
- 2006: Touching Everything (Lil' Scrappy feat. Yung Joc)
- 2007: Clap On (8Ball & MJG feat. Yung Joc)
- 2007: 5000 Ones (DJ Drama feat. Nelly, T.I., Yung Joc, Willie the Kid, Young Jeezy und Twista)
- 2007: We Ready (Boyz N Da Hood feat. Yung Joc)
- 2007: Portrait of Love (Cheri Dennis feat. Yung Joc und Gorilla Zoe)
- 2008: Don’t Know How to Act (Flo Rida feat. Yung Joc)
- 2008: Get Like Me (David Banner feat. Yung Joc, Chris Brown, und Jim Jones)
- 2008: Lookin’ Boy (Hot Stylz feat. Yung Joc)